# حصان كندي
الحصان الكندي هو سلالة خيول من كندا. وهي سلالة قوية وذات عضلات ممتلئة من الخيول، غالباً ما تكون ذات لون غامق. تستخدم هذه الخيول عادةً للفروسية والركوب. تنحدر هذه السلالة من السلالات البريطانية والأمريكية الأخرى. أثناء القرن الثامن عشر، انتشر الحصان الكندي في جميع أنحاء شمال شرق الولات المتحدة، حيث ساهم في تطوير العديد من سلالات الخيول. تم استيراد آلاف الخيول في القرن التاسع عشر، قتل العديد منها أثناء مشاركتها في الحرب الأهلية الأمريكية. خفّضت هذه الصادرات من عدد الخيول الكندية إلى حد الانقراض تقريباً، ما دفع إلى تشكيل إصدار قانون ضد المزيد من التصدير.
نجحت برامج التربية التجريبية في أوائل القرن العشرين في إعادة ترسيخ السلالة إلى حدٍ ما، لكن قيام حربين عالميتين متتاليتين أثّر على تربية الخيول مرة أخرى إلى حد أصبحت فيه منقرضة تقريباً. في الثمانينيات من القرن العشرين، وضع المربون المهتمون برنامجاً ترويجياً أدى إلى تجدّد الاهتمام بالسلالة. وبحلول التسعينيات، ازداد عدد رؤوس الخيل، وقد وجدت دراسات الوراثة التي أجريت بين عامي 1998 و2012 مستويات عالية نسبياً من التنوع الجيني لسلالة صغيرة. ومع ذلك، لا تزال منظمات الحفاظ على الثروة الحيوانية تعتبر السلالة معرضة للخطر بسبب انخفاض أعدادها.

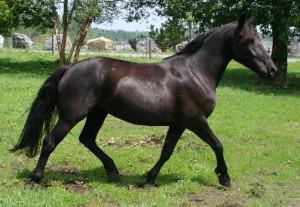
حصان كندي

## الخصائص
معظم الخيول الكندية ذات لون داكن، الأسود والكستنائي والبني. كما توجد أعداد قليلة ذات شعر وذيل أشقر وظهرت سلالات ذات لون كريمي نتيجة التأثيرات الجينية. في حين أن بعض المصادر تشير إلى أن جين الحصان الرمادي لم يعد موجوداً في السلالة في أواخر القرن العشرين إلا أن جمعية المحافظة على السلالة تدعي أنه من النادر أن تكون تلك الخيول رمادية. يتراوح طولها بين 142 و163 سنتمتر، ومتوسط وزن الذكر 480 -610 كغم، أما متوسط وزن الفرس فهو بين 450 و570 كغم.
.
رأس الحصان الكندي قصير نسبياً، ذات جبين واسع. العُنق متقوسة ورشيقة والصدر والظهر واللهانات واسعة وقوية العضلات. الكتفان والأرداف منحدرة وذيل مرتفعة نسبياً. عموماً، هذه السلالة تعطي انطباعاً بالقوة وخفة الحركة. هذه الصفات تذكّر بأنساب الحصان الأندلسي والحصان البربري. توصف مشية الحصان الكندي بأنها خاطفة للبصر. فهي خيول شديدة القدرة على الاحتمال ومن السهل تربيتها. اليوم، معظم الخيول الكندية تستخدم للركوب وتُشتهر بقدرتها على القفز.

## وصلات خارجية
- جميعة مربّي الحصان الكندي
- جمعية الحفاظ على الحصان الكندي